# 中御門明豊
中御門明豊（なかのみかど あきとよ、応永21年（1414年） - 長禄3年（1459年）10月3日）は、室町時代中期の公卿。初名中御門宣豊。

## 官歴
- 応永32年（1425年）：治部少輔
- 正長元年（1428年）：蔵人、右少弁
- 永享元年（1429年）：左少弁、正五位上
- 永享9年（1437年）：右中弁
- 永享10年（1438年）：従四位下
- 永享11年（1439年）：左中弁、蔵人頭、左宮城使、正四位上
- 文安元年（1444年）：参議
- 文安2年（1445年）：従三位、讃岐権守
- 文安3年（1446年）：権中納言
- 宝徳元年（1449年）：正三位
- 享徳2年（1453年）：従二位、権大納言
- 康正元年（1455年）：正二位
- 長禄3年（1459年）：従一位

## 系譜
- 父：中御門宣輔
- 子：中御門宣胤